# Перелік мостів Запоріжжя
Перелік мостів Запоріжжя — список мостів міста Запоріжжя.
У Запоріжжі діє чотири мости через річку Дніпро. У таблиці наведені мости Запоріжжя в порядку відкриття.
| Мости Запоріжжя                                                  |           | |                        |                      |        |                                                        |
| Назва                                                            | Фото      | Дата відкриття | Довжина                | Ширина               | Висота | Тип                                                    |
| ДніпроГЕС: * дамбовий міст * міст через шлюз * аванкамерний міст | ДніпроГЕС | 1 травня 1932 | * 760 м * 40 м * 180 м | * н/д * 12 м * 9,5 м | 60 м   | Автомобільні мости                                     |
| I міст Преображенського                                          |           | 31 грудня 1952 | 228 м                  | н/д                  | 54 м   | Одноарковий двоярусний автомобільно-залізничний міст   |
| II міст Преображенського                                         |           | 31 грудня 1952 | 560 м                  | н/д                  | 54 м   | Чотириарковий двоярусний автомобільно-залізничний міст |
| Арковий міст                                                     |           | 1974 | 310 м                  | 20 м                 | 40 м   | Одноарковий автомобільний міст                         |
| В процесі будівництва                                            |           | |                        |                      |        |                                                        |
| Новий міст                                                       |           | 24 грудня 2020 року відкрито рух по верховим частинам балкового мосту, а 22 січня 2022 року — вантового мосту. Завершення будівництва передбачено після 202 року | 9100 м                 | 39 м                 | 166 м  | Вантовий та балковий автомобільні мости                |

Примітки: н/д — немає даних.

## Перспективи
Генеральним планом міста Запоріжжя, затвердженим рішенням Запорізької міської ради від 15 вересня 2004 року № 4, передбачено будівництво Північного мостового переходу через острів імені Сагайдачного, що дозволить значною мірою розвантажити греблю Дніпровської ГЕС.
Північний мостовий перехід у майбутньому може стати важливим сполучним елементом мережі магістралей безперервного руху, що починався б на Правому березі біля в'їзду до міста з Дніпровського напрямку та сполучить Дніпровський район із лівобережною частиною міста.